# Xinzhou, Shangrao
Xinzhou är ett stadsdistrikt och säte för stadsfullmäktige i Shangrao i Jiangxi-provinsen i södra Kina.